# Campionati europei di biathlon 2020
I Campionati europei di biathlon 2020 sono stati la 27ª edizione della massima manifestazione continentale di biathlon.
Organizzati dall'IBU, i campionati si sono svolti dal 26 febbraio al 1º marzo 2020 a Minsk-Raubyči, in Bielorussia, sede dell'edizione precedente.

## Calendario
| Uomini | super sprint |                                         |   | 10 km sprint  | 12,5 km inseguimento | 3 |
| Donne  | super sprint |                                         |   | 7,5 km sprint | 10 km inseguimento   | 3 |
| Misto  |              | Staffetta singola mista Staffetta mista |   |               |                      | 2 |
| Totale | 2            | 2                                       | 0 | 2             | 2                    | 8 |

## Medagliere
| Pos.   | Nazione     | Oro | Argento | Bronzo | Totale |
| ------ | ----------- | --- | ------- | ------ | ------ |
| 1      | Bielorussia | 3   | 0       | 1      | 4      |
| 2      | Russia      | 2   | 2       | 0      | 4      |
| 3      | Norvegia    | 1   | 2       | 3      | 6      |
| 4      | Ucraina     | 1   | 1       | 2      | 4      |
| 5      | Svezia      | 1   | 0       | 1      | 2      |
| 6      | Rep. Ceca   | 0   | 1       | 0      | 1      |
| 6      | Germania    | 0   | 1       | 0      | 1      |
| 6      | Lettonia    | 0   | 1       | 0      | 1      |
| 9      | Francia     | 0   | 0       | 1      | 1      |
| Totale | Totale      | 8   | 8       | 8      | 24     |

## Podi

### Uomini
| Evento               | Oro               | Tempo   | Argento              | Tempo | Bronzo                    | Tempo |
| super sprint         | Sergej Bočarnikov | 14:12.8 | Adam Václavík        | +0.4  | Dmytro Pidručnyj          | +0.5  |
| 10 km sprint         | Matvej Eliseev    | 23:46.4 | Andrejs Rastorgujevs | +4.1  | Aleksander Fjeld Andersen | +25.5 |
| 12,5 km inseguimento | Sergej Bočarnikov | 35:03.9 | Sturla Holm Laegreid | +6.7  | Sivert Guttorm Bakken     | +23.9 |

### Donne
| Evento                   | Oro               | Tempo   | Argento          | Tempo | Bronzo            | Tempo |
| super sprint individuale | Evgenija Pavlova  | 16:31.8 | Olena Pidhrušna  | +2.8  | Chloé Chevalier   | +5.5  |
| 7,5 km sprint            | Elisabeth Högberg | 22:39.6 | Ida Lien         | +14.4 | Iryna Kryŭko      | +15.9 |
| 10 km inseguimento       | Elena Kručinkina  | 29:21.1 | Kristina Rezcova | +17.6 | Elisabeth Högberg | +35.1 |

### Misti
| Evento                           | Oro                                                              | Tempo     | Argento                                                                        | Tempo | Bronzo                                                                        | Tempo |
| Staffetta individuale 6 + 7,5 km | Norvegia Karoline Erdal Endre Strømsheim                         | 47:12.1   | Germania Stefanie Scherer Justus Strelow                                       | +11.5 | Ucraina Anastasija Merkušina Ruslan Tkalenko                                  | +11.8 |
| Staffetta 2x6+2x7,5 km           | Ucraina Valj Semerenko Julija Džyma Artem Pryma Dmytro Pidručnyj | 1:11:32.1 | Russia Kristina Reztsova Viktoria Slivko Ėduard Latypov Said Karimulla Khalili | +32.2 | Norvegia Åsne Skrede Ida Lien Sivert Guttrom Bakken Aleksander Fjeld Andersen | +33.7 |